# ルッゲル
ルッゲル（標準ドイツ語：Ruggell, アレマン語（リヒテンシュタイン方言）：Rugge（ルッゲ））は、リヒテンシュタインの基礎自治体。

## 地理
リヒテンシュタインの大部分が山岳地帯であるが、ルッゲルはライン川沿いでリヒテンシュタインの中で低地に属する最北端に位置する地域である。
一帯に泥炭地が広がり、その上にモリニア属、ノグザ属、ヒトモトススキ属、ネギ属、Dryopteris cristataなどのシダ植物、グラジオラス属、アヤメ属、菌類、コケ植物の生える草地と低木地がある。1991年にラムサール条約登録地となった。
2021年の調査によると、総人口は2,466人、面積は7.37平方キロメートルである。

## 交通
ルッゲルに行くにはシャーン・ファドゥーツ駅から最寄りの町であるシェレンベルクまで電車かバスに乗らなければならない。

## 歴史
「ルッゲル」という地名は、古代ラテン語の「ルンカーレ」（Runcare）から来ており、「清涼な陸地」という意味から由来している。
観光地としても有名で、保全地区と歴史的な聖フリドーリンの教区教会（St. Fridolin's Parish Church）で知られている。

## スポーツ
サッカークラブのFCルッゲルが存在する。